# Schizoeaca
Genre
Le genre Schizoeaca comprenait huit espèces de passereaux, connus sous le nom de synallaxes, appartenait à la famille des Furnariidae.

## Taxinomie
Les espèces de ce genre sont transférées dans le genre Asthenes à partir de la classification de référence (version 2.7, 2010) du Congrès ornithologique international. Cela fait suite aux travaux de Derryberry et al. (2010).

## Liste des espèces
D'après la classification de référence (version 2.6, 2010) du Congrès ornithologique international (ordre phylogénique) :
- Synallaxe des Periya — Schizoeaca perijana W. H. Phelps Jr, 1977
- Synallaxe à menton blanc — Schizoeaca fuliginosa (Lafresnaye, 1843)
- Synallaxe de Vilcabamba — Schizoeaca vilcabambae Vaurie, Weske et Terborgh, 1972
- Synallaxe de Cory — Schizoeaca coryi (Berlepsch, 1888)
- Synallaxe souris — Schizoeaca griseomurina (P. L. Sclater, 1882)
- Synallaxe à lunettes — Schizoeaca palpebralis Cabanis, 1873
- Synallaxe de Heller — Schizoeaca helleri Chapman, 1923
- Synallaxe à gorge noire — Schizoeaca harterti] Berlepsch, 1901